# Havasupais
Els havasupai (de Havasu 'Baaja «poble d'aigua verda i blava») són una tribu yuma de l'altiplà (grup hoka).

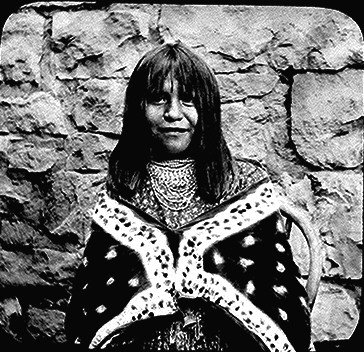
Noia havasupai, 1900

## Localització
Viuen als marges del Gran Canyó del Colorado (Arizona), on hi ha la Reserva Havasupai. Supai (havasupai Havasuuw) és el nom de la principal ciutat havasupai, situada a 36° 14′ 13″ N, 112° 41′ 21″ O / 36.23694°N,112.68917°O a la part inferior del Gran Canyó. La vila és la capital de la reserva índia havasupai, a 36° 09′ 40″ N, 112° 36′ 48″ O / 36.16111°N,112.61333°O al comtat de Coconino (Arizona). És la llar de cap a 500 dels membres de la tribu i és una de les ciutats més remotes als estats contigus dels Estats Units, ja que només es pot accedir mitjançant l'adopció per l'antiga Ruta 66 i viatjant a uns 60 milles (96 km) al llarg de BIA Road 18 al començament del sender. Es pot arribar a la vila a través d'un sender de 8 milles (13 km) de caminada. Una alternativa a la caminada és un passeig en helicòpter o un passeig a cavall. La ciutat compta amb 136 cases, una cafeteria, una botiga, una oficina de turisme, una casa de camp, una oficina de correus i diverses esglésies.

## Població
Segons dades de la BIA el 1995, a la reserva Havasupai hi havia 627 individus (658 en rol tribal), i segons el cens dels EUA del 2000 hi havia censats 634 individus.

## Costums
Llur agricultura compta amb els recursos naturals de gairebé 4.000 milles quadrades que podien alimentar gairebé tots els membres de la tribu sense problemes. La seva cultura era molt influïda pels hopi. Els homes caçaven amb arcs i fletxes, llaços, trampes i arpons. Les dones feien cistelles per emmagatzemar llavors silvestres, o bé per transportar-les i cuinar-les. Vivien en cobertes de matolls a l'estiu, i a l'hivern en cabanes còniques de fusta cobertes de fems. Allí on el Canyó permetia la formació de terra de conreu i la primavera feia possible la irrigació, hi plantaven moresc, pèsols, gira-sols i fesols per alimentar-se, i cotó per fer teixits.

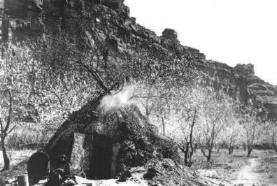
Habitatge havasupai, Arizona, 1887

Es reunien a la fi de l'estiu pels esports, jocs i danses cerimonials. Un cabdill i un consell els oferien consells i advertències. Després de les festes i la dansa circular per als visitants, emmagatzemaven les collites en coves i emigraven cap al planell. Tenien remeiers o xamans que controlaven el temps, les danses, els escurçons i les escassetats. Només els rics tenien dues esposes. La guerra no tenia cap importància. Un cop morts, cremaven les pertinences individuals. Els fills dels havasupai podien heretar la terra de conreu si la podien fer servir.

## Història
El 1776 el pare Garcés fou el primer europeu que els visità, i els va trobar ja establerts al Canyó i al Planell est dels walapai, dels quals costa molt de distingir-los. Però entre el 1776 i el 1860 no els va visitar gairebé ningú.
Van pertànyer oficialment al govern espanyol fins al 1821, quan s'independitzà Mèxic, i quan el tractat de Guadalupe-Hidalgo del 1848, passaren als EUA. Aleshores comerciaven a canvi d'ocre vermell, que feien servir per pintar-se la cara.
Pel 1870 manufacturaven bons pots i robes de pell, i decoraven terrissa per mercar amb ells. En començar el segle xx començaren a conrear préssecs, alfals i tenir ramats i cavalls, però la reserva que els atorgaren el 1882, que només tenia 518 acres, no era adequada i el terreny era poc productiu.
El 1960 demanaren ajut federal, i els 185 havasupai supervivents foren traslladats a viure a una nova reserva de 3.058 acres.
El 1975 es va crear el Great Canyon National Park Enlargement Act, pel qual el Congrés dels EUA els permet recuperar part de la reserva, alhora que creaven el Havasupai Tourist Enterprise, per invertir en turisme local.